# Campeonato Mundial de Tiro con Arco al Aire Libre de 1991
El XXXVI Campeonato Mundial de Tiro con Arco al Aire Libre se celebró en Cracovia (Polonia) entre el 19 y el 24 de agosto de 1991 bajo la organización de la Federación Internacional de Tiro con Arco (FITA) y la Federación  de Tiro con Arco.

## Medallistas

### Masculino
| Evento                  | Oro                                                     | Plata                                                     | Bronce                                                          |
| ----------------------- | ------------------------------------------------------- | --------------------------------------------------------- | --------------------------------------------------------------- |
| Arco recurvo individual | Simon Fairweather Australia                             | Vadim Shikarev URSS                                       | Chung Jae-Hun Corea del Sur                                     |
| Arco recurvo por equipo | Yang Chang-Hoon Chung Jae-Hun Chun In-Soo Corea del Sur | Tomi Poikolainen · Jari Lipponen · Ismo Falck · Finlandia | Simon Fairweather Grant Greenham Scott Hunter-Russell Australia |

### Femenino
| Evento                  | Oro                                                      | Plata                                                           | Bronce                                                       |
| ----------------------- | -------------------------------------------------------- | --------------------------------------------------------------- | ------------------------------------------------------------ |
| Arco recurvo individual | Kim Soo-Nyung Corea del Sur                              | Lee Eun-Kyung Corea del Sur                                     | Zehra Öktem Turquía                                          |
| Arco recurvo por equipo | Lee Eun-Kyung Kim Soo-Nyung Cho Youn-Jeong Corea del Sur | Liudmila Arzhannikova Natalia Valeeva Majlujanum Murzayeva URSS | Denise Parker Jennifer O'Donnell Janet Dykman Estados Unidos |

## Medallero
| Núm. | País           | Oro | Plata | Bronce | Total |
| ---- | -------------- | --- | ----- | ------ | ----- |
| 1    | Corea del Sur  | 3   | 1     | 1      | 5     |
| 2    | Australia      | 1   | 0     | 1      | 2     |
| 3    | URSS           | 0   | 2     | 0      | 2     |
| 4    | Finlandia      | 0   | 1     | 0      | 1     |
| 5    | Estados Unidos | 0   | 0     | 1      | 1     |
| 5    | Turquía        | 0   | 0     | 1      | 1     |
|      | TOTAL          | 4   | 4     | 4      | 12    |